# Garbisdorf

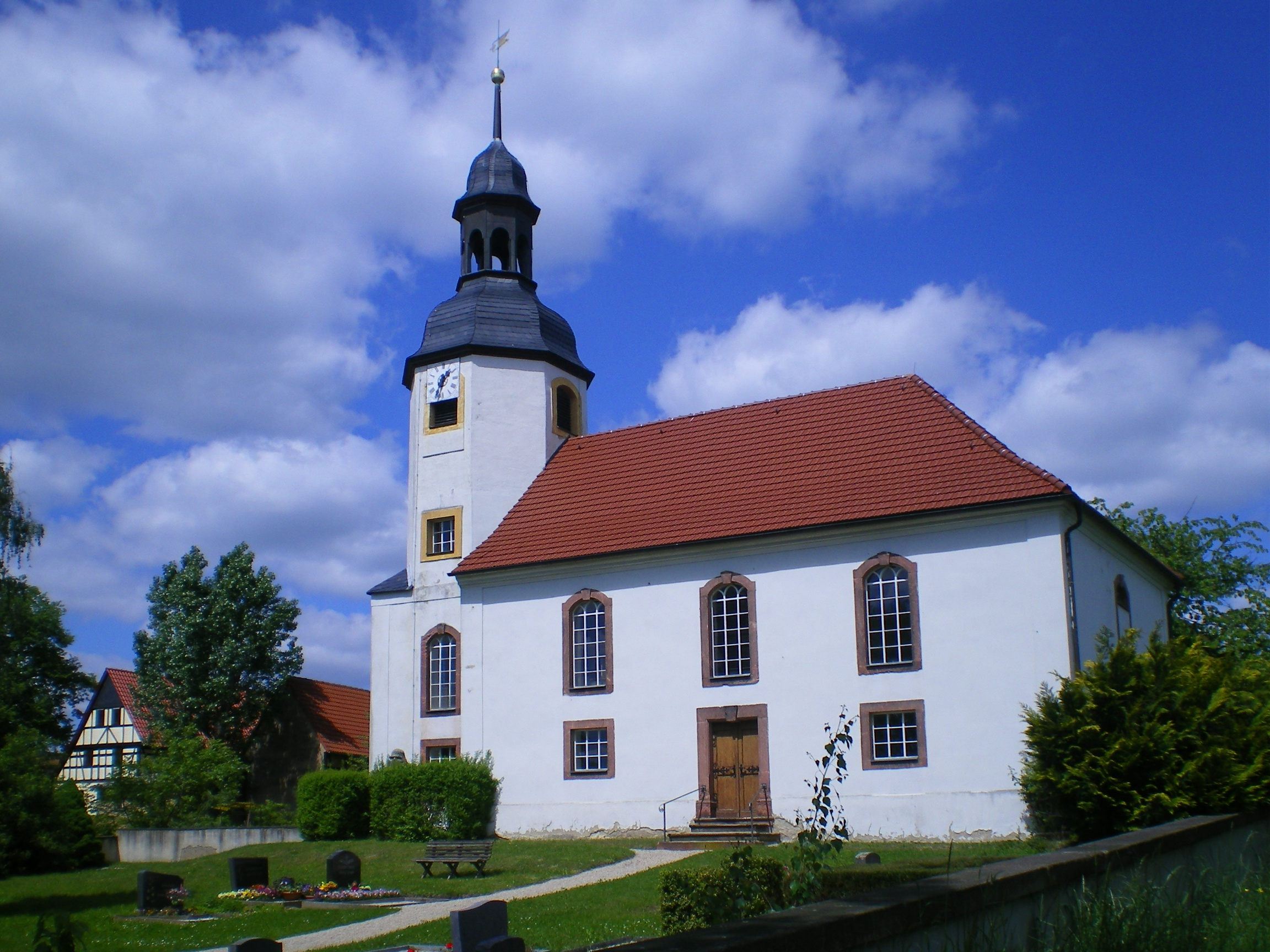
Kirche

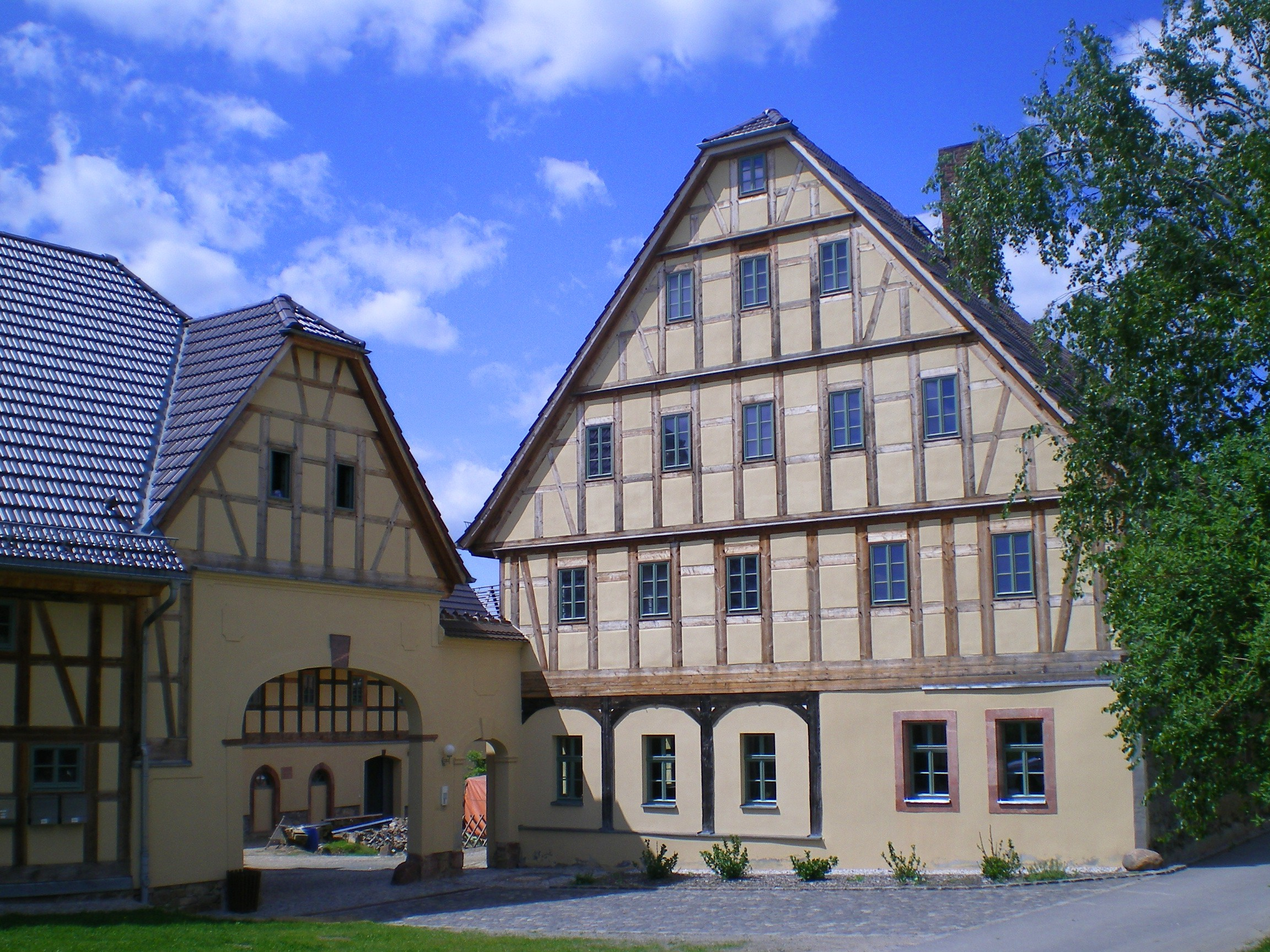
Quellenhof

Garbisdorf ist ein Ortsteil der ostthüringischen Gemeinde Göpfersdorf im Landkreis Altenburger Land an der Grenze zum Freistaat Sachsen. Der Ort ist durch zahlreiche Veranstaltungen auf dem sogenannten Quellenhof, ein historischer Altenburger Vierseithof, bekannt.

## Geografie

### Lage und Verkehr
Der Ort, der 17 km südöstlich von Altenburg liegt befindet sich in der Übergangszone von Leipziger Tieflandsbucht zum Erzgebirgsvorland im sogenannten Altenburg-Zeitzer Lößhügelland. Der Ort befindet sich im Tal der Wiera. Die nächstgelegene größere Stadt ist das sächsische Glauchau 16 km südlich, wo sich auch die A 4-Anschlussstelle Glauchau-Ost in 12 km Entfernung befindet. Neun Kilometer östlich des Ortes verläuft die A 72 mit der Anschlussstelle Penig. Über diese ist Chemnitz in 35 km zu erreichen. Nächstes Oberzentrum in Thüringen ist Gera in ungefähr 45 km Entfernung.

### Nachbarorte
|             | Frohnsdorf                                  | Flemmingen  |
| Engertsdorf | Kompassrose, die auf Nachbargemeinden zeigt | Jückelberg  |
| Heiersdorf  | Göpfersdorf                                 | Wolperndorf |

## Geschichte
Die erste urkundliche Erwähnung als Gerwartsdorf fand im Jahre 1275 mit einem Siffridus de Gerwartsdorf statt. Die nächste Erwähnung war 1336 als Gerwordisdorf, in diesem Jahr wurde auch Göpfersdorf erstmals genannt. Die Orte waren Kolonistendörfer fränkischer Siedler, so heißt ein nahegelegener Ortsteil von Waldenburg Franken. Diese Dörfer sind Rodungssiedlungen, die um 1200 entstanden, Garbisdorf ist heute noch als Straßendorf, welches eine deutsche Siedlungsform darstellt, erkennbar. Eine der heiligen Katharina geweihten Kirche wird 1473 in einer Urkunde der Burggrafschaft Leisnig erwähnt. Sie gehörte bis 1528 zur Parochie Ziegelheim und bis 1545 zu Flemmingen, danach zu Wolperndorf. Während des Dreißigjährigen Krieges in den Jahren 1637 und 1640 wurde die Kirche von Soldaten beschädigt. Insgesamt wurde sie und ihr Nachfolgebau fünfmal ausgeraubt.
Garbisdorf gehörte zum wettinischen Amt Altenburg, welches ab dem 16. Jahrhundert aufgrund mehrerer Teilungen im Lauf seines Bestehens unter der Hoheit folgender Ernestinischer Herzogtümer stand: Herzogtum Sachsen (1554 bis 1572), Herzogtum Sachsen-Weimar (1572 bis 1603), Herzogtum Sachsen-Altenburg (1603 bis 1672), Herzogtum Sachsen-Gotha-Altenburg (1672 bis 1826). Bei der Neuordnung der Ernestinischen Herzogtümer im Jahr 1826 kam der Ort wiederum zum Herzogtum Sachsen-Altenburg. Nach der Verwaltungsreform im Herzogtum gehörte er bezüglich der Verwaltung zum Ostkreis (bis 1900) bzw. zum Landratsamt Altenburg (ab 1900). Das Dorf gehörte ab 1918 zum Freistaat Sachsen-Altenburg, der 1920 im Land Thüringen aufging. 1922 kam es zum Landkreis Altenburg.
Am 1. Juli 1950 wurde Garbisdorf nach Göpfersdorf eingemeindet. Bei der zweiten Kreisreform in der DDR wurden 1952 die bestehenden Länder aufgelöst und die Landkreise neu zugeschnitten. Somit kam Garbisdorf als Ortsteil von Göpfersdorf mit dem Kreis Altenburg an den Bezirk Leipzig, der seit 1990 als Landkreis Altenburg zu Thüringen gehörte und 1994 im Landkreis Altenburger Land aufging.

## Sehenswürdigkeiten
- Die barocke Katharinenkirche wurde in den Jahren 1746 und 1747 errichtet. Die jetzige Orgel stammt aus dem Jahr 1902 von Friedrich Ladegast. Das Gotteshaus besitzt bemerkenswerte Emporenmalereien. Der Taufstein ist spätgotisch und aus der Vorgängerkirche übernommen.[1]

- Die ältesten Baulichkeiten des Quellenhofes, einem typischen Altenburger Vierseithof, welcher 2001 von der Gemeinde Göpfersdorf zur Sanierung gekauft wurde, stammen aus dem Jahr 1731. Seine heutige Gestalt erhielt er im Jahr 1804, nachdem der Hof 1803 größtenteils abbrannte. Das Wohnhaus, ein Umgebindehaus mit Bohlenstube besitzt einen großen Fachwerkgiebel. Außerdem ist das Wohnhaus mit rotem Porphyr verziert. Das massive Erdgeschoss des Pferdestalles stammt aus dem Jahr 1731, das Obergeschoss mitsamt einer Porstube von 1804. Die große Scheune wird derzeit teilweise abgetragen und danach original wiederaufgebaut. Der Hof besitzt ein Torhaus mit Stall und kleiner Scheune, die für Veranstaltungen, wie Konzerte oder Kabarettveranstaltungen genutzt wird.[2]

- Im Dorf existieren noch weitere Vierseithöfe, alle sind denkmalgeschützt, so auch der ehemalige Dorfgasthof aus dem Jahr 1716, ein Seitengebäude des Hofes stellt einen Tanzsaal dar.[9]

## Persönlichkeiten
- Fritz Schumann (* 8. Dezember 1948 in Garbisdorf), deutscher Politiker (Die Linke)